# Делувий
Делувий (на латински: diluvium – потоп, наводнение) се наричат материалите (дребни скали, камъни, чакъли, пясъци, глини и др.), които след изветрянето на скалите се отнасят надалеч от мястото на образуването си. Делувиалните наслагвания са характерни главно за планинските райони, за разлика от елувиалните, които остават на мястото на образуването си и са характерни за равнинните области.
В планинските и хълмисти области, в които преобладават стръмни склонове, изветрелите материали под действието на силата на тежестта, дъждовната вода, геокриоложките процеси и др. се преместват надолу по склона. Вследствие на това придвижване по наклона постоянно се откриват нови места от основните скали, които се подлагат непрекъснато на изветряне. Смъкнатият чрез бавни придвижвания делувиален материал образува делувиални наноси в подножието на склоновете. Големите делувиални наноси са известни под името делувиален шлейф. Делувият представлява разновиден и разнороден изветрителен материал, натрупан безразборно. Ако е съставен от по-дребни и фини скални късове и частички, той представлява много проветрива основа да образуването на делувиални почви. Делувиалните образувания в подножията на Рила и Родопите са известни у нас с името яка и по тях се отглежда най-доброкачествен тютюн.